# Lithostege mongolica
Lithostege mongolica là một loài bướm đêm trong họ Geometridae.